# Cylindrosolenium sprucei
Cylindrosolenium es un género monotípico de plantas con flores perteneciente a la familia Acanthaceae. El género tiene una especie de hierbas, natural de Perú y Ecuador: Cylindrosolenium sprucei Lindau.

## Taxonomía
Cylindrosolenium sprucei fue descrita por el botánico, pteridólogo y micólogo alemán; Gustav Lindau y publicado en Bulletin de l'Herbier Boissier 5(8): 671, en el año 1897.